# Albert Blattmann
Albert Blattmann (né le 8 septembre 1904 à Tramelan et mort le 19 mai 1967 à Berne) est un coureur cycliste suisse. Professionnel de 1926 à 1931, il a été champion de Suisse de cyclo-cross en 1924, sur route en 1928. Il a représenté la Suisse aux Jeux olympiques de 1924 à Paris, et y pris la cinquième place de la course sur route.

## Palmarès
- 1923
  -  Champion de Suisse de la montagne amateurs
- 1924
  -  Champion de Suisse de cyclo-cross
  -  Champion de Suisse sur route amateurs
  - 5e de la course sur route des Jeux olympiques
- 1925
  - 2e du Championnat de Zurich amateurs
  - 3e du championnat de Suisse sur route amateurs
  - 9e du championnat du monde sur route amateurs
- 1926
  - Championnat de Zurich
  - Tour du Nord-Ouest de la Suisse
  - 2e du championnat de Suisse sur route
  - 2e du Tour du lac Léman
- 1927
  - Tour de Leipzig
  - 2e du championnat de Suisse sur route
- 1928
  -  Champion de Suisse sur route
  - 2e du Tour du lac Léman
- 1930
  - 2e du championnat de Suisse sur route
  - 2e du Tour du lac Léman
  - 2e du championnat de Suisse de demi-fond